# (8766) Niger
(8766) Niger ist ein Asteroid des äußeren Hauptgürtels, der am 29. September 1973 von dem niederländischen Astronomenehepaar Cornelis Johannes van Houten und Ingrid van Houten-Groeneveld entdeckt wurde. Die Entdeckung geschah im Rahmen der 2. Trojaner-Durchmusterung, bei der von Tom Gehrels mit dem 120-cm-Oschin-Schmidt-Teleskop des Palomar-Observatoriums aufgenommene Feldplatten an der Universität Leiden durchmustert wurden, 13 Jahre nach Beginn des Palomar-Leiden-Surveys. Eine unbestätigte Sichtung des Asteroiden hatte es schon am 26. Oktober 1968 mit der vorläufigen Bezeichnung 1968 UG3 am Krim-Observatorium in Nautschnyj gegeben.
(8766) Niger ist nach der Trauerseeschwalbe benannt, deren wissenschaftlicher Name Chlidonias niger lautet. Zum Zeitpunkt der Benennung des Asteroiden am 2. Februar 1999 befand sich die Trauerseeschwalbe auf der niederländischen Roten Liste gefährdeter Vögel. Niger Vallis hingegen, ein Tal auf dem Mars, wurde 1991 nach dem Fluss Niger benannt.